# 北太樹明義
北太樹 明義（きたたいき あけよし、1982年10月5日 - ）は、東京都町田市出身の山響部屋（入門時は北の湖部屋）に所属していた元大相撲力士。本名は讃岐 明義（さぬき あけよし）。現役時代の体格は身長184cm、体重150kg、血液型はB型、星座は天秤座。得意手は左四つ、寄り、うっちゃり。最高位は東前頭2枚目（2013年5月場所）。締め込みの色は緑。現在は年寄・小野川。YouTuber。

## 来歴

### 少年時代
東京都町田市出身。町田市立原小学校（現・町田市立本町田小学校）、町田市立町田第三中学校卒業。
小学校1年から4年まで水泳、3年から5年までサッカー（ポジションはGK、通っていたクラブの先輩に北澤豪がいる）、3年から6年まで柔道を経験。相撲の経験は全く無かったが、小学校5年時にはわんぱく相撲全国大会に出場した事がある。
小学校4年生の時に父の知人に紹介されて横浜巡業で北の湖と会い、そのとき北の湖のことを知らなかった讃岐は「こんなにオーラがある人を初めて見た」と感じた。以後も何度か北の湖が家を訪ねて来たが、正式にスカウトする際に「相撲は私が教えるから、習わなくていい。走るスポーツをやりなさい」と言い残した。高校に進学するより普通でない道を行こうと考え、入門を決意。

### 大相撲入門・現役時代
1998年3月場所に初土俵を踏む。
相撲教習所時代は同期生曰く「誰も関取になるとは予想しなかった。」ようであり、教習所の稽古ではB土俵（主に相撲以外のスポーツの経験者が上がる土俵）とC土俵（特にスポーツ経験のない新弟子が上がる土俵）を行ったり来たりしていた。同じ15歳ながら中学横綱のタイトルを引っ提げて各界入りした玉飛鳥にはどう考えても勝てる気がしなかったといい、本人も「博多帯（幕下）は無理だな。雪駄が履ければ（三段目）いいや」とまったく自信を持っていなかった。北の湖部屋付きの21代小野川（元幕内・蜂矢）から厳しく指導され「小さいやつはとにかくおっつけを覚えろ」と教え込まれた。ある日21代小野川に焼肉店に連れて行ってもらった際にも肉を焼こうとすると「俺が焼くから、お前はずっと食べていろ」と限界まで食べさせられた。
後に厳しく指導してくれた21代小野川が死去すると張り合いが無くなり、序二段と三段目を往復する場所が続き苦労したが、2002年11月場所に幕下に昇進。三段目と幕下を往復する場所もあったが、2004年頃から幕下に定着した。幕下時代は「右のおっつけは幕下で一番うまい」とめったに弟子をほめることがない北の湖に褒められるようになった。2006年5月場所では最高位の東幕下5枚目まで番付を上げて関取目前までいったものの、2勝5敗と負け越してしまった。
2007年5月場所では自己最高位を更新して東幕下3枚目まで上昇。そこで5勝2敗と勝ち越し、5月30日の番付編成会議で7月場所での十両昇進を決め、晴れて関取となった。同じ7月場所で新十両になったのは境澤、保志光。北の湖部屋から関取が誕生するのは1998年の北桜以来9年ぶりのことであった（2006年に師匠が逝去し閉鎖となった二十山部屋から移籍してきた白露山は、すでに関取であった）。町田市からの関取昇進は史上初。
なお、幕下にいる間、2007年3月場所に四股名を父の勧めで北大樹から北太樹にかえている。四股名の意味は「地に根を張り、上に向かって大きく育つように」との思いを込めて父が命名した。十両に昇進したら「大」を「太」に変えようと父は考えていたが、なかなか昇進できなかったので昇進前に変えた。
新十両の場所から8勝7敗、9勝6敗と2場所連続で勝ち越した。その後、十両10枚目で迎えた2008年3月場所では肋骨を折りながら11勝を挙げた。5月場所では十両筆頭まで番付を上げて新入幕を目指したが、6勝9敗と負け越した。十両4枚目で再び新入幕を目指した7月場所では左膝半月板を損傷しながらも11勝を挙げ、翌9月場所で玉鷲と共に新入幕を果たした。
しかし、新入幕から2場所連続で負け越したため2009年1月場所で十両に落ち、1年間は十両での土俵が続いた。東十両5枚目だった同年11月場所で10勝5敗とし、徳瀬川・光龍との優勝決定巴戦で連勝して十両優勝すると、翌2010年1月場所で帰り入幕となり、13日目の土佐豊との取組に勝って勝ち越し。それ以降は幕内の地位に定着している。続く3月場所で自身初となる幕内での二桁勝利（10勝5敗）とすると、5月場所では東前頭4枚目まで躍進。上位との取組も組まれたため7勝8敗と負け越したが、この場所では大関・琴光喜を破っている。
その後は、2011年5月技量審査場所で大関の琴欧洲から白星を挙げている。2011年9月場所では10日目に勝ち越しを決め、終盤3連敗したものの場所を10勝5敗の好成績で終えた。その後しばらく幕内中位で過ごした後、2013年3月場所には西前頭6枚目の地位で10勝5敗の好成績を果たしたことで新三役も期待できる状況に立ったがこの場所の三役が西小結の安美錦以外全員勝ち越したことで昇進枠が思うように空かず、結果的に翌5月場所の新三役の座はこの場所を東前頭7枚目の地位での11勝4敗で終えた隠岐の海に譲られる格好となった。
2013年6月には元フリーリポーターの女性と入籍し、同年8月31日に都内で披露宴を行った。その後はあまり調子が上がらず幕内中位での土俵が常となり、東前頭12枚目の地位で迎えた2014年11月場所は、股関節の状態が良くなかったためか、3勝12敗の大敗。これにより、再入幕だった2010年1月場所から5年間（29場所）連続で在位した幕内の座を離れることとなった。
しかし十両に下がった2015年1月場所は東十両3枚目で13勝2敗の十両優勝と格の違いを見せて幕内復帰を濃厚にした。2015年3月場所はわかさ生活から5本の懸賞が懸かるなど8本の指定懸賞が確定、地元力士の大関豪栄道（5本）をも上回り、場所も9勝6敗の勝ち越しに終わった。同年9月29日には第一子となる長男が誕生。出産に立ち会った北太樹は「初めての感覚ですが、感動しました。今までも頑張ろうと思ってやってきましたが、子供の顔をみたら、そういう思いがより強くなりました」と喜びを口にした。
2016年9月場所は西十両14枚目と幕下陥落まで後が無い地位を与えられ、この場所はし2日目から4連敗と出遅れたが、6日目から7連勝して12日目に勝ち越しを確定、最終的に9勝6敗で1年半ぶりの勝ち越しと共に関取維持を果たした。11月場所は10勝5敗と11場所ぶりの2ケタ白星に終わるが、2017年1月場所を4勝11敗で終えると3月場所は東十両11枚目まで番付を落とす。この場所は13日目に8敗目を喫して負け越しを確定させ、14日目にはこの場所東幕下筆頭の阿夢露と対戦。これに負ければ番付運次第で翌5月場所の幕下陥落も有り得たが白星を収めて入れ替え戦は制した。千秋楽も勝って、この場所は7勝8敗と幕下陥落を逃れた。しかし、同年7月場所では東十両12枚目の地位で5勝10敗と負け越し、新十両以来61場所連続で維持した関取の座を手放すことになった。9月場所は西幕下筆頭の地位で4勝3敗と勝ち越すも、この場所は十両から幕下に落ちる星の力士が2人しかいなかったため、場所後の関取復帰を逃す不運に見舞われた。

### 現役引退
2017年11月場所は東幕下筆頭で3勝4敗と負け越し、これが現役最後の土俵となった。翌2018年1月場所初日前日の1月13日に現役を引退し、年寄「小野川」を襲名した。
引退に際して「子どもの記憶の残る3、4歳まではやりたい」と希望していたことを明かし、力士としての相撲人生に悔いはないがそれでも「もう1年ぐらいは相撲を取って（息子に）土俵での記憶が残るぐらいは。残念です」と父親としての悔いは残ったと思いの丈を明かしている。現役末期は股関節の負傷に悩まされ、満足に稽古ができない状況が続いていた。入門時の師匠である北の湖からは、四股、すり足、鉄砲など基本の大切さを叩き込まれ、土俵の外では温かい言葉をかけられたという。「先代には感謝しかない。たくさん教えていただいたので35歳まで相撲が取れたと思う。上半身は（現在の師匠の）山響親方に、下半身は北の湖親方に鍛えてもらった」と話した。現役時代の一番の思い出は、2015年11月場所14日目の正代戦、同場所千秋楽の佐田の海。前者の取り組みで黒星を喫して負け越しが確定したが、後者の取り組みで幕内残留を決めた。引退届提出が取組編成会議後となったため1月場所2日目の割には名前が残っており、同日の志摩ノ海戦は不戦敗扱いとなる。

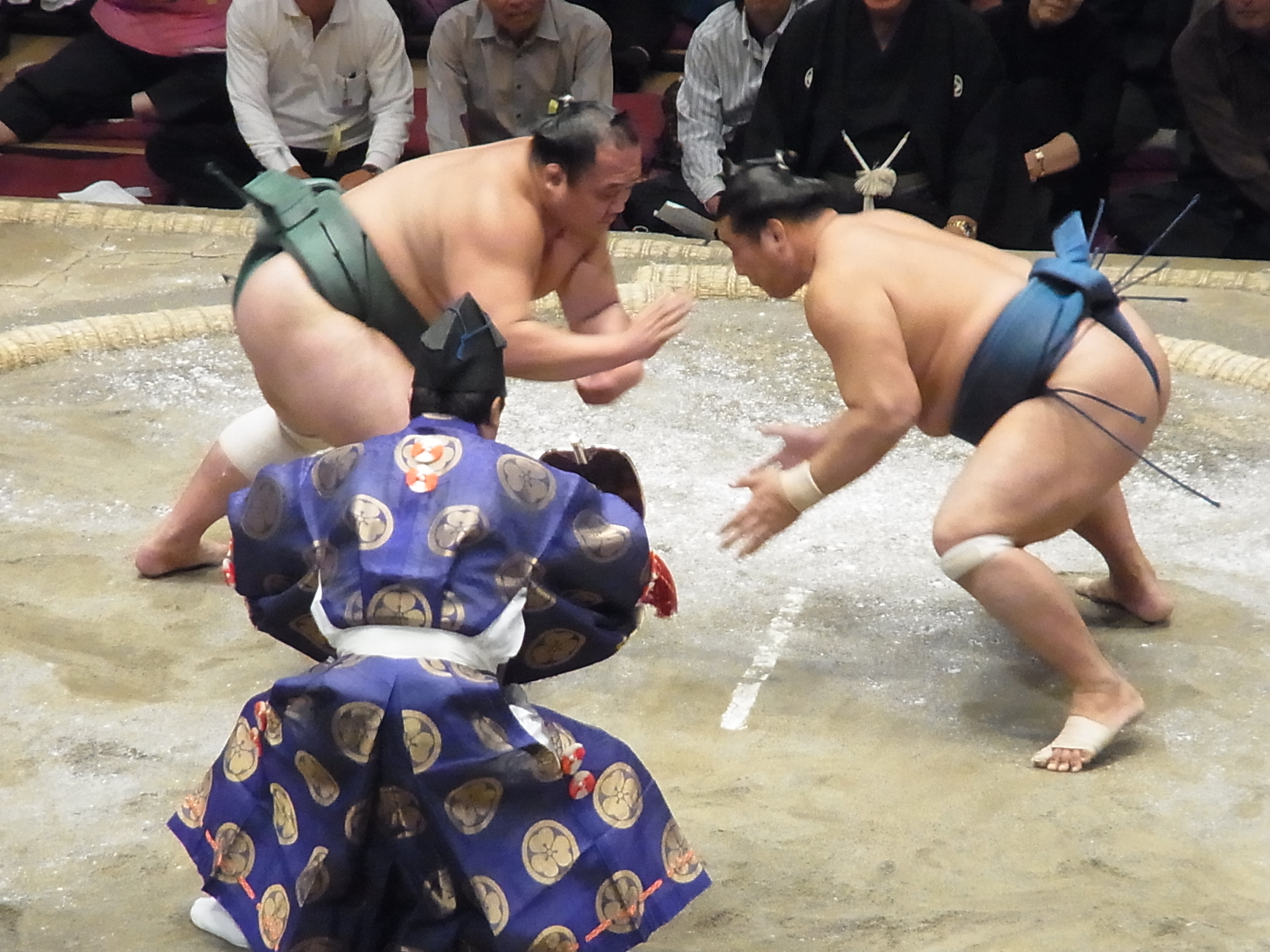
明治神宮例祭奉祝 奉納70回全日本力士選士権大会 相手は豊真将関（2011年10月3日撮影）
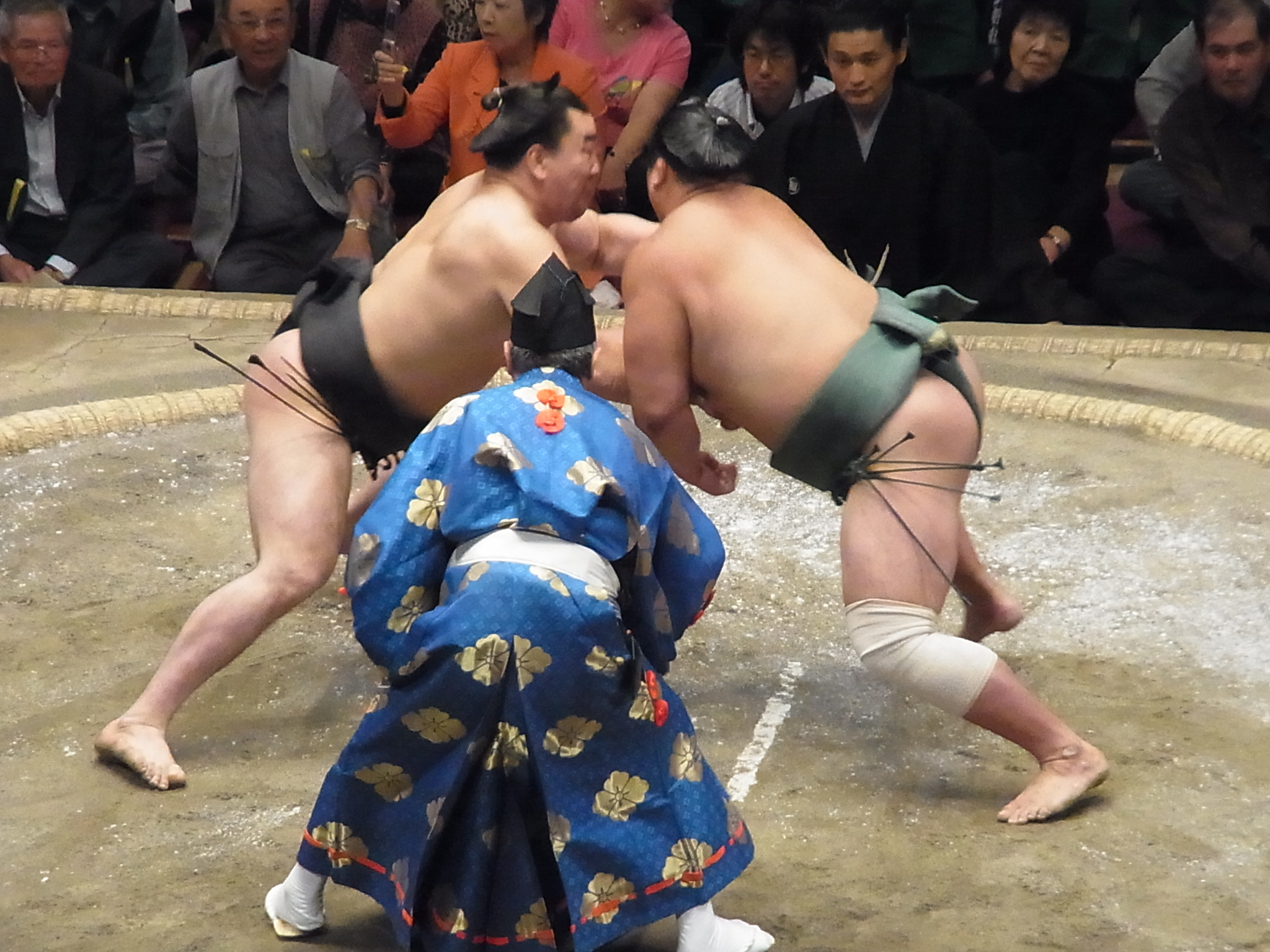
同左、相手は日馬富士関（2011年10月3日撮影）

## 素質・取り口
均整のとれた体格をしており、足腰が強かった。また前述の通り様々なスポーツを経験しているため、高い運動神経を持ち、師匠によると入門当初から目立っていたという。
左四つ得意となっているが、差し身にはこだわらず、左右からのおっつけを生かした押し相撲を見せることが多い。立合いでのかち上げやのど輪も強く、若手時代はむしろ突き押し中心であった。また勝負勘にも長け、速攻相撲を見せる事もしばしば。うっちゃりも得意で、相手は右の上手を掴まれたら土俵際に気をつけなければいけなかった。ただし膝を痛めていることからうっちゃりの頻度は減り、本場所の土俵では2011年7月場所を最後にうっちゃりでの白星が無くなった。
玉ノ井親方は相撲が大き過ぎるのが弱点で、もう少し緻密な攻めが出来れば十分幕内で定着できると評していた。
左膝の怪我が慢性化していた時期があり、2012年7月場所にサポーターを外して本場所の土俵に上がったことが確認されるまで4年もの間において取組中に装着されていた。
年齢を重ねてからも立合いの威力は目立った低下を見せておらず、2016年5月場所7日目の対戦相手である宇良はその取組後に「今日は自分の作戦というよりも（相手の）かちあげに気をつけた感じ。若干かすったけど。かちあげを食らうか、食らわないかの勝負。食らったら死んでましたよ」とコメントしている。
立合いについては2014年1月場所14日目の大砂嵐戦で不成立が3度あったことで相手と共に注意を受け、その時の様子を審判部長の伊勢ケ濱が「北太樹はもともと合わせづらい」と評している。その後も立合いできちんと手を付かないことから、2016年10月28日に行われた土俵祭りの後に師匠の山響が友綱審判副部長から注意を受けた。

## エピソード
- 2015年4月13日、日本女子プロ野球リーグの埼玉－京都戦で自身は始球式を務めるはずだった[15]が、雨天中止となった。リーグのオフィシャルパートナーを務める「わかさ生活」から指定懸賞を受けている縁もあって登板する予定だった。リーグ関係者は「調整して予定が合えば、もう1度、お願いしたいと思っています」とコメント。[16]
- 2016年4月14日、大相撲春巡業町田場所に出場し、地元のファンから歓声を受けた。本場所では地方場所と比べて、年3回の東京場所での地元出身力士への声援は少ない。かねて「何の得もない」と嘆いていたが、ようやく地の利を得て「やっぱり、いいものですね。東京はもうちょっと冷たいと思っていたけど、温かかった」と感激していた。町田市での巡業開催は80年ぶりで、2017年も開催予定[17]。
- 2018年2月11日の第42回日本大相撲トーナメントではOB戦として12代不知火と行い、突き落としで勝利[18]。
- 元横綱・稀勢の里と仲が良く、2019年9月29日の稀勢の里引退相撲では通常引退力士の妻がネクタイを締める所を、稀勢の里が未婚のため小野川が代わってネクタイを締めるシーンが報道陣に公開された。[19]
- 2019年10月から、日本相撲協会公式Youtube内の「親方ちゃんねる」というコーナーの動画に12代不知火や22代北陣などと出演している。相撲の舞台裏や国技館の案内をしたり、新型コロナウイルス感染症流行により無観客で行われた2020年3月場所中の生配信、協会員が不要不急の外出禁止となってからはZOOMを使った生配信でゲストの力士や親方へのインタビューなども行っている。

## 主な成績

### 通算成績
- 通算成績：649勝649敗2休 勝率.500
- 幕内成績：255勝315敗 勝率.447
- 十両成績：174勝156敗 勝率.527
- 現役在位：119場所
- 幕内在位：38場所
- 十両在位：22場所

### 各段優勝
- 十両優勝：2回（2009年11月場所、2015年1月場所）

### 場所別成績
| | 一月場所 初場所（東京） | 三月場所 春場所（大阪） | 五月場所 夏場所（東京） | 七月場所 名古屋場所（愛知） | 九月場所 秋場所（東京） | 十一月場所 九州場所（福岡） |
| --- | ----------------------- | ----------------------- | ----------------------- | --------------------------- | ----------------------- | --------------------------- |
| 1998年 （平成10年） | x                       | （前相撲）              | 東序ノ口40枚目 5–2      | 西序二段146枚目 3–4         | 東序ノ口2枚目 4–3       | 西序二段131枚目 3–4         |
| 1999年 （平成11年） | 西序二段144枚目 5–2     | 東序二段102枚目 2–5     | 西序二段135枚目 6–1     | 西序二段53枚目 2–5          | 東序二段80枚目 3–4      | 東序二段93枚目 5–2          |
| 2000年 （平成12年） | 東序二段52枚目 1–6      | 東序二段83枚目 6–1      | 西序二段12枚目 3–4      | 東序二段31枚目 5–2          | 西三段目96枚目 2–5      | 東序二段20枚目 6–1          |
| 2001年 （平成13年） | 西三段目58枚目 2–5      | 東三段目87枚目 3–4      | 東序二段2枚目 2–5       | 西序二段25枚目 6–1          | 東三段目61枚目 4–3      | 東三段目47枚目 4–3          |
| 2002年 （平成14年） | 西三段目31枚目 4–3      | 西三段目16枚目 5–2      | 西幕下57枚目 3–4        | 東三段目9枚目 3–4           | 東三段目26枚目 5–2      | 東幕下60枚目 3–4            |
| 2003年 （平成15年） | 西三段目16枚目 4–3      | 東三段目7枚目 6–1       | 東幕下33枚目 1–4–2      | 西三段目筆頭 4–3            | 西幕下49枚目 3–4        | 西三段目筆頭 6–1            |
| 2004年 （平成16年） | 東幕下26枚目 4–3        | 西幕下18枚目 4–3        | 西幕下15枚目 3–4        | 西幕下19枚目 3–4            | 東幕下26枚目 3–4        | 西幕下32枚目 5–2            |
| 2005年 （平成17年） | 東幕下23枚目 3–4        | 西幕下31枚目 3–4        | 西幕下38枚目 5–2        | 西幕下22枚目 5–2            | 東幕下12枚目 2–5        | 東幕下26枚目 6–1            |
| 2006年 （平成18年） | 西幕下9枚目 3–4         | 西幕下15枚目 6–1        | 東幕下5枚目 2–5         | 東幕下15枚目 4–3            | 東幕下12枚目 3–4        | 西幕下20枚目 4–3            |
| 2007年 （平成19年） | 東幕下16枚目 5–2        | 東幕下10枚目 6–1        | 東幕下3枚目 5–2         | 東十両13枚目 8–7            | 西十両10枚目 9–6        | 東十両7枚目 6–9             |
| 2008年 （平成20年） | 東十両11枚目 8–7        | 東十両10枚目 11–4       | 西十両筆頭 6–9          | 東十両4枚目 11–4            | 西前頭13枚目 7–8        | 西前頭14枚目 2–13           |
| 2009年 （平成21年） | 西十両7枚目 7–8         | 西十両9枚目 10–5        | 東十両3枚目 5–10        | 西十両10枚目 9–6            | 東十両4枚目 7–8         | 東十両5枚目 優勝 10–5       |
| 2010年 （平成22年） | 西前頭15枚目 9–6        | 東前頭10枚目 10–5       | 東前頭4枚目 7–8         | 西前頭4枚目 6–9             | 東前頭7枚目 9–6         | 西前頭3枚目 5–10            |
| 2011年 （平成23年） | 東前頭8枚目 9–6         | 八百長問題 により中止   | 東前頭3枚目 3–12        | 東前頭10枚目 7–8            | 東前頭11枚目 10–5       | 東前頭5枚目 8–7             |
| 2012年 （平成24年） | 東前頭3枚目 2–13        | 東前頭13枚目 9–6        | 西前頭8枚目 5–10        | 西前頭11枚目 9–6            | 東前頭9枚目 6–9         | 東前頭12枚目 8–7            |
| 2013年 （平成25年） | 東前頭10枚目 8–7        | 西前頭6枚目 10–5        | 東前頭2枚目 4–11        | 西前頭8枚目 8–7             | 東前頭6枚目 6–9         | 西前頭9枚目 8–7             |
| 2014年 （平成26年） | 東前頭8枚目 7–8         | 東前頭9枚目 6–9         | 西前頭13枚目 9–6        | 西前頭9枚目 6–9             | 西前頭10枚目 7–8        | 東前頭12枚目 3–12           |
| 2015年 （平成27年） | 東十両3枚目 優勝 13–2   | 西前頭10枚目 9–6        | 東前頭5枚目 4–11        | 東前頭10枚目 5–10           | 東前頭14枚目 7–8        | 東前頭15枚目 7–8            |
| 2016年 （平成28年） | 西前頭15枚目 7–8        | 西前頭15枚目 3–12       | 西十両6枚目 5–10        | 西十両12枚目 6–9            | 西十両14枚目 9–6        | 東十両10枚目 10–5           |
| 2017年 （平成29年） | 東十両5枚目 4–11        | 東十両11枚目 7–8        | 西十両12枚目 8–7        | 東十両12枚目 5–10           | 西幕下筆頭 4–3          | 東幕下筆頭 3–4              |
| 2018年 （平成30年） | 東幕下3枚目 引退 0–1–0  | x                       | x                       | x                           | x                       | x                           |
| 各欄の数字は、「勝ち-負け-休場」を示す。 優勝 引退 休場 十両 幕下 三賞：敢=敢闘賞、殊=殊勲賞、技=技能賞 その他：★=金星 番付階級：幕内 - 十両 - 幕下 - 三段目 - 序二段 - 序ノ口 幕内序列：横綱 - 大関 - 関脇 - 小結 - 前頭（「#数字」は各位内の序列） |                         |                         |                         |                             |                         |                             |

## 合い口
（以下、最高位が横綱・大関の現役力士）
- 元大関・髙安には2勝8敗。いずれも髙安の大関昇進前の対戦である。
- 元大関・正代には1敗。正代が新入幕の時の対戦である。
- 元大関・御嶽海には2敗。御嶽海が入幕直後の対戦である。

（以下は最高位が横綱・大関の引退力士）
- 元横綱・白鵬には5敗。
- 元横綱・日馬富士には5敗。日馬富士の大関在位中は3敗、横綱昇進後は2敗。
- 元横綱・鶴竜には4敗。鶴竜の大関在位中は1敗。横綱昇進後は対戦なし。
- 元横綱・稀勢の里には4敗。稀勢の里の大関在位中は1敗。横綱昇進後は対戦なし。
- 元横綱・照ノ富士には2勝2敗。いずれも照ノ富士の大関昇進前の対戦である。
- 元大関・出島には1敗。出島の大関陥落後の対戦である。
- 元大関・雅山には4勝3敗。雅山の大関陥落後の対戦である。
- 元大関・魁皇には2敗。
- 元大関・琴欧洲には1勝4敗。
- 元大関・琴光喜には1勝。
- 元大関・把瑠都とは5敗。
- 元大関・琴奨菊には1勝6敗。琴奨菊の大関在位中は3敗。
- 元大関・豪栄道には5敗。いずれも豪栄道の大関昇進前の対戦である。
- 元大関・栃ノ心には3勝4敗。いずれも栃ノ心の大関昇進前の対戦である。

### 幕内対戦成績
| 力士名     | 勝数 | 負数 | 力士名   | 勝数 | 負数 | 力士名   | 勝数 | 負数 | 力士名   | 勝数 | 負数 |
| ---------- | ---- | ---- | -------- | ---- | ---- | -------- | ---- | ---- | -------- | ---- | ---- |
| 碧山       | 3    | 4    | 明瀬山   | 0    | 1    | 朝赤龍   | 3    | 5    | 旭日松   | 2    | 0    |
| 安美錦     | 6(1) | 8    | 阿夢露   | 2    | 3    | 荒鷲     | 3    | 3    | 阿覧     | 3    | 6    |
| 勢         | 3    | 6    | 岩木山   | 2    | 0    | 遠藤     | 1    | 4    | 大砂嵐   | 1    | 4    |
| 隠岐の海   | 3    | 9    | 魁皇     | 0    | 2    | 魁聖     | 3    | 3    | 臥牙丸   | 7    | 6    |
| 鏡桜       | 2    | 1    | 輝       | 1    | 0    | 垣添     | 2    | 1    | 鶴竜     | 0    | 4    |
| 春日王     | 1    | 0    | 稀勢の里 | 0    | 4    | 皇風     | 0    | 1    | 木村山   | 4    | 2    |
| 旭秀鵬     | 3    | 4    | 旭天鵬   | 6    | 6    | 旭南海   | 1    | 0    | 豪栄道   | 0    | 5    |
| 光龍       | 1    | 1    | 黒海     | 5    | 3    | 琴欧洲   | 1    | 4    | 琴奨菊   | 1    | 6    |
| 琴光喜     | 1    | 0    | 琴勇輝   | 2    | 4    | 磋牙司   | 2    | 1    | 佐田の海 | 2    | 4    |
| 佐田の富士 | 7    | 4    | 里山     | 3    | 1    | 常幸龍   | 5    | 4    | 正代     | 0    | 1    |
| 翔天狼     | 5    | 3    | 松鳳山   | 1    | 4    | 青狼     | 0    | 1    | 蒼国来   | 5(1) | 3    |
| 大栄翔     | 0    | 2    | 大喜鵬   | 1    | 0    | 大翔丸   | 1    | 0    | 大道     | 4    | 3    |
| 貴ノ岩     | 1    | 4    | 隆の山   | 2    | 1    | 高見盛   | 3    | 1    | 髙安     | 2    | 8    |
| 宝富士     | 6    | 7    | 豪風     | 9    | 6    | 玉飛鳥   | 4    | 0    | 玉乃島   | 2    | 2    |
| 玉鷲       | 9    | 5    | 千代鳳   | 2    | 3    | 千代大龍 | 2    | 6    | 千代の国 | 1    | 0    |
| 千代白鵬   | 0    | 2    | 千代丸   | 2    | 3    | 出島     | 0    | 1    | 照ノ富士 | 2    | 2    |
| 天鎧鵬     | 0    | 4    | 時天空   | 13   | 5    | 徳勝龍   | 4    | 3    | 徳瀬川   | 0    | 2    |
| 土佐ノ海   | 0    | 1    | 土佐豊   | 3    | 0    | 栃煌山   | 2    | 10   | 栃ノ心   | 3    | 4    |
| 栃乃洋     | 4    | 1    | 栃乃若   | 5    | 4    | 豊桜     | 1    | 0    | 豊ノ島   | 5    | 8    |
| 豊響       | 4    | 13   | 白馬     | 3    | 3    | 白鵬     | 0    | 5    | 把瑠都   | 0    | 5    |
| 日馬富士   | 0    | 5    | 英乃海   | 1    | 1    | 富士東   | 7    | 2    | 武州山   | 1    | 0    |
| 普天王     | 0    | 1    | 寶智山   | 2    | 1    | 豊真将   | 1    | 7    | 北勝力   | 0    | 1    |
| 誉富士     | 3    | 3    | 将司     | 0    | 1    | 舛ノ山   | 3    | 1    | 御嶽海   | 0    | 2    |
| 雅山       | 4    | 3    | 妙義龍   | 0    | 8    | 猛虎浪   | 4    | 0    | 芳東     | 1    | 0    |
| 嘉風       | 9    | 4    | 若荒雄   | 2    | 2    | 若の里   | 5    | 5    |          |      |      |

## 改名歴

### 力士
- 讃岐 明義（さぬき あけよし）1998年3月場所 - 2000年1月場所
- 北大樹 明義（きたたいき - ）2000年3月場所 - 2007年1月場所
- 北太樹 明義（きたたいき - ）2007年3月場所 - 2018年1月場所

### 年寄
- 小野川 明義（おのがわ - ）2018年1月13日 -